# Kuala Belalong Field Study Centre
Kuala Belalong Field Study Centre – terenowa stacja badawcza Universiti Brunei Darussalam położona w dystrykcie Temburong w Brunei, na obszarze chronionym Batu Apoi Forest Reserve.
Placówka ulokowana jest na zachodnim brzegu rzeki Belalong, na terenie Parku Narodowego Ulu Temburong. Leży 5 km w górę rzeki od końca drogi w Batang Duri, w gęsto zalesionej dolinie o stromych zboczach. Miejsce otoczone jest przez dziewicza, nizinne i górskie, mieszane lasy dwuskrzydlowe. Centrum położone jest na wysokości 60 m n.p.m., a najwyższym punktem wyznaczonego obszaru badawczego jest Bukit Belalong o wysokości 913 m n.p.m.
Kuala Belalong Field Study Centre zostało założone na początku 1990 roku w trakcie wspólnej ekspedycji londyńskiego Królewskiego Towarzystwa Geograficznego i Universiti Brunei Darussalam. 1 kwietnia 1992 roku odpowiedzialność za placówkę została w całości przekazana Uniwersytetowi i obecnie funkcjonuje jako część tamtejszego Instytutu Badań nad Bioróżnorodnością i Środowiskiem. Od 1992 roku placówka oferuje programy edukacyjne dla uczniów szkół średnich, studentów oraz zatrudnionych w sektorze rządowym, które prowadzi we współpracy z pracownikami akademickimi Universiti Brunei Darussalam.